# Liste des députés fédéraux canadiens - J
Cet article contient la liste des députés actuels et anciens à la Chambre des communes du Canada dont le nom commence par la lettre J.
En plus du prénom et du nom du député, la liste contient :
- le parti que le député représentait lors de son élection ;
- le comté et la province où il fut élu.

## Ja
- Harry Rutherford Jackman, Gouvernement national, Rosedale, Ontario
- George Jackson, conservateur, Grey-Sud, Ontario
- Joseph Jackson, libéral, Norfolk-Sud, Ontario
- Ovid L. Jackson, libéral, Bruce—Grey, Ontario
- Samuel Jacob Jackson, libéral, Selkirk, Manitoba
- William Jackson, conservateur, Elgin-Ouest, Ontario
- Jean-Marc Jacob, Bloc québécois, Charlesbourg, Québec
- Samuel William Jacobs, libéral, George-Étienne Cartier, Québec
- Carole Jacques, progressiste-conservateur, Montréal—Mercier, Québec
- Frank Eric Jaenicke, CCF, Kindersley, Saskatchewan
- Rahim Jaffer, réformiste, Edmonton—Strathcona, Alberta
- John Mason James, libéral, Durham, Ontario
- Kenneth Albert James, progressiste-conservateur, Sarnia—Lambton, Ontario
- Clarence Jameson, conservateur, Digby, Nouvelle-Écosse
- Richard Willis Jameson, libéral, Winnipeg, Manitoba
- Donald Campbell Jamieson, libéral, Burin—Burgeo, Terre-Neuve-et-Labrador
- Joseph Jamieson, conservateur, Lanark-Nord, Ontario
- Richard Janelle, Crédit social, Lotbinière, Québec
- Norman Jaques, Crédit social, Wetaskiwin, Alberta
- W.R. Jardine, progressiste-conservateur, Northumberland—Miramichi, Nouveau-Brunswick
- Robert Jarvis, progressiste-conservateur, Willowdale, Ontario
- William Herbert Jarvis, progressiste-conservateur, Perth—Wilmot, Ontario

## Je
- Brian Jean, conservateur, Athabasca, Alberta
- Joseph Jean, libéral, Maisonneuve, Québec
- Hormidas Jeannotte, conservateur, L'Assomption, Québec
- Alexander Haley Jeffery, libéral, London, Ontario
- Otto John Jelinek, progressiste-conservateur, High Park—Humber Valley, Ontario
- Lincoln Henry Jelliff, réformiste, Lethbridge, Alberta
- John Theophilus Jenkins, libéral-conservateur, Queen (Comté de), Île-du-Prince-Édouard
- Robert Harold Jenkins, libéral, Queen (Comté de), Île-du-Prince-Édouard
- Daphne G. Jennings, réformiste, Mission—Coquitlam, Colombie-Britannique
- Marlene Jennings, libéral, Notre-Dame-de-Grâce—Lachine, Québec
- James Kenneth Jepson, progressiste-conservateur, London-Est, Ontario
- James Alexander Jerome, libéral, Sudbury, Ontario
- Louis-Amable Jetté, libéral, Montréal-Est, Québec
- Pauline Jewett, libéral, Northumberland, Ontario

## Job - Jol
- Christian Jobin, libéral, Lévis-et-Chutes-de-la-Chaudière, Québec
- Amable Jodoin, libéral, Chambly, Québec
- Al Johnson, progressiste-conservateur, Calgary-Nord, Alberta
- John Mercer Johnson, libéral, Northumberland, Nouveau-Brunswick
- Morrissey Johnson, progressiste-conservateur, Bonavista—Trinity—Conception, Terre-Neuve-et-Labrador
- Paul Léo Maurice Johnson, progressiste-conservateur, Chambly—Rouville, Québec
- Robert Milton Johnson, progressiste, Moose Jaw, Saskatchewan
- Willis Merwyn Johnson, CCF, Kindersley, Saskatchewan
- Alexander Johnston, libéral, Cap Breton, Nouvelle-Écosse
- Charles Edward Johnston, Crédit social, Bow River, Alberta
- Donald James Johnston, libéral, Westmount, Québec
- F. Dale Johnston, réformiste, Wetaskiwin, Alberta
- Howard Earl Johnston, Crédit social, Okanagan—Revelstoke, Colombie-Britannique
- John Frederick Johnston, unioniste, Last Mountain, Saskatchewan
- Joseph Allan Johnston, libéral, London, Ontario
- Robert Johnston, conservateur, Cardwell, Ontario
- Thomas George Johnston, libéral, Lambton-Ouest, Ontario
- Lewis Wilkieson Johnstone, conservateur, Cap-Breton-Victoria-Nord, Nouvelle-Écosse
- Henri-Gustave Joly de Lotbinière, libéral, Lotbinière, Québec

## Jon - Jut
- Jean-Luc Joncas, progressiste-conservateur, Matapédia—Matane, Québec
- Louis Zéphirin Joncas, conservateur, Gaspé, Québec
- Alfred Gilpin Jones, anti-confédéré, Halifax, Nouvelle-Écosse
- David Ford Jones, conservateur, Leeds-Sud, Ontario
- Eloise May Jones, progressiste-conservateur, Saskatoon, Saskatchewan
- Francis Jones, conservateur, Leeds-Nord et Grenville-Nord, Ontario
- George Burpee Jones, conservateur, Royal, Nouveau-Brunswick
- Henry Frank Jones, progressiste-conservateur, Saskatoon, Saskatchewan
- Herbert Ladd Jones, conservateur, Digby, Nouvelle-Écosse
- Jim Jones, progressiste-conservateur, Markham, Ontario
- Leonard C. Jones, indépendant, Moncton, Nouveau-Brunswick
- Owen Lewis Jones, CCF, Yale, Colombie-Britannique
- Jim Jordan, libéral, Leeds—Grenville, Ontario
- Joe Louis Jordan, libéral, Leeds—Grenville, Ontario
- Warner Herbert Jorgenson, progressiste-conservateur, Provencher, Manitoba
- Fernand Jourdenais, progressiste-conservateur, La Prairie, Québec
- Serge Joyal, libéral, Maisonneuve—Rosemont, Québec
- Peter Julian, Nouveau Parti démocratique, Burnaby—New Westminster, Colombie-Britannique
- Douglas Jung, progressiste-conservateur, Vancouver-Centre, Colombie-Britannique
- George Alexander Jupp, progressiste-conservateur, Mississauga-Nord, Ontario
- René Jutras, libéral, Provencher, Manitoba